# یوژنی (شهرستان استرلیتاماکسکی، باشقیرستان)
یوژنی (انگلیسی: Yuzhny, Sterlitamaksky District, Republic of Bashkortostan) یک شهرک در شهرستان استرلیتاماکسکی استان باشقیرستان کشور روسیه است.